# Жан I де Шатильон (граф де Пентьевр)

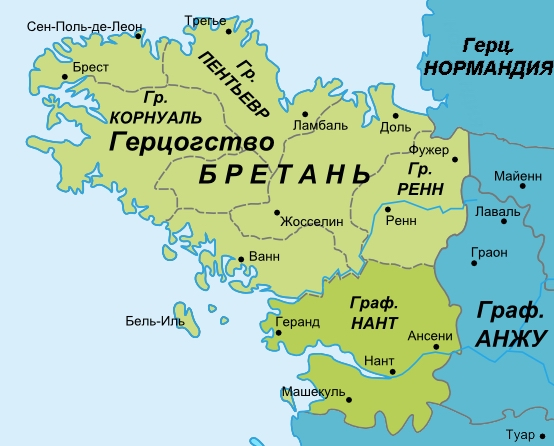
Графство Пентьевр на карте Бретани

Жан I де Шатильон (фр. Jean Ier de Châtillon; 5 февраля 1345, Жюгон — 16 января 1404, Ламбаль) — граф Пентьевра, виконт Лиможа.

## Биография
Сын Шарля де Блуа-Шатильон, сэра де Гиз (претендента на герцогство Бретань), и Жанны де Пентьевр.
С 1356 года в заключении в замке Глостер. Находился под охраной Роберта де Вера, графа Оксфорда, герцога Ирландии.
Мать пыталась сосватать его с Маргаритой Английской, дочерью короля Эдуарда III. Однако этому воспротивился Генри де Громон, граф Дерби и Ланкастер — союзник Монфоров (других претендентов на Бретань). Король предложил ему в жёны другую важную особу, Филиппу Ланкастерскую, но Жан отказался.
После смерти короля Карла V Жан де Шатильон и его мать лишились могущественного союзника и по договору в Геранде (14 апреля 1381) отказались от всех притязаний на Бретань в обмен на денежное возмещение.
В 1383 году Оливье Клиссон ссудил Жану 60 тысяч франков на уплату выкупа, и предложил ему в жёны свою дочь Маргариту по прозвищу Хромая Марго. Жан был освобождён и вернулся во Францию в 1386 году, свадьба с Маргаритой де Клиссон состоялась 27 января 1387 года.
В 1397 году, после смерти Ги II де Шатильона (своего кузена) Жан де Шатильон унаследовал Авен, Ландреси, Нувьон-ан-Тьераш и некоторые земли в Фландрии.
В декабре 1400 года унаследовал всё имущество своего бездетного брата Генриха, умершего в Англии.
Жан I де Шатильон умер 16 января 1404 года.

## Дети
- Оливье де Блуа (ум. 1433), граф де Пентьевр, виконт де Лимож, сеньор д’Авен;
- Жан де Шатильон (ум. 1454), барон л’Эгль, виконт де Лимож;
- Шарль де Блуа-Шатильон, барон д’Авогур;
- Гильом де Блуа-Шатильон (ум. 1455), виконт Лиможа;
- Жанна де Блуа.